# Why Girls Leave Home (1945)
Why Girls Leave Home (deutsch Warum verlassen Mädchen ihr Zuhause oder auch Warum Mädchen ihr Zuhause verlassen) ist ein US-amerikanisches Kriminalfilmdrama von William Berke aus dem Jahr 1945. In den Hauptrollen agieren Lola Lane, Sheldon Leonard und Pamela Blake sowie Elisha Cook junior. 
Auf einem der damaligen Filmplakate warb der Film mit folgenden Worten: „Factual! Sensational! Revealing! The unvarnished truth about the thousands who trade family ties for flaming thrills!“ (‚Faktisch! Sensationell! Aufschlussreich! Die ungeschminkte Wahrheit über Tausende, die ihre Familienbande gegen brennenden Nervenkitzel eintauschen!‘) Auf einem anderen Filmplakat war zu lesen: „The Shocking, naked conflict between decency and desire! She left home with stardust in her eyes … only to become a tool in the hands of ruthless criminals.“ (‚Der schockierende, nackte Konflikt zwischen Anstand und Begierde! Sie verließ ihr Zuhause mit Sternenstaub in den Augen, nur um ein Werkzeug in den Händen rücksichtsloser Krimineller zu werden.‘)

## Handlung
Diana Leslie wird von dem Reporter Chris Williams in einer nebligen Nacht davor bewahrt, zu ertrinken. Durch einen Zettel, den die junge Frau bei sich trägt und der einen Selbstmord nahelegen soll, in Alarmbereitschaft versetzt, glaubt Williams eher, dass Diana Leslie am Pier ermordet werden sollte. Dafür spricht auch, dass sie einen Termin am Dock mit ihm vereinbart hatte.
Der Reporter setzt alles daran, den Vorfall aufzuklären. Er sucht die Personen auf, die Diana gut gekannt haben müssen. Ihre Eltern fühlen sich verantwortlich, weil sie nicht verhindert haben, dass Diana den Klarinettenspieler Jimmie Lobo in den „Kitten Club“ begleitete, was dazu führte, dass ihre Tochter dort eine Anstellung als Sängerin annahm. Auch hatten sie nicht verhindert, dass Diana von ihrem Bruder Ted geschlagen wurde und sich allzu oft um ihre kleinere Schwester kümmern musste. Ihr wenig ansprechendes Zuhause hatte ebenfalls dazu beitragen, dass Diana sich dort nicht wohl fühlte und versuchte ihren Traum, Karriere als Sängerin zu machen, wahr werden zu lassen.
Von Flo, einem der Showgirls des Kitten Clubs, erfährt Williams, dass Diana schon beim Vorsingen den Zorn der Sängerin Marion Mason, die mehr als einmal zu tief ins Glas geschaut habe, auf sich gezogen habe. Man habe sie dann in die Reihe der Mädchen abgeschoben, deren Job es gewesen sei, Kunden zum illegalen Glücksspiel zu verleiten. Wenn einer der Männer große Summe verloren habe, hätten die Mädchen davon profitiert, da sie 10 Prozent des verlorenen Geldes bekommen hätten. Das habe dazu geführt, dass einige der Dummen, die sich hatten verleiten lassen, wie Wilbur Harris und Ed Blake, viel Geld in manipulierten Spielen verloren hätten. Harris habe daraufhin Selbstmord begangen und Blake sei bei einem Handgemenge getötet worden. Die Mädchen seien dazu verpflichtet worden, strengstes Stillschweigen über das Prozedere zu bewahren. Diana habe sich während dieser Zeit sehr verändert und sei hart geworden. Als ihre jüngere Schwester ihr Debüt als Sängerin der Ballade Call Me im Club habe verfolgen wollen, habe sie sie wütend nach Hause geschickt und ihr befohlen, für sich zu behalten, was sie gesehen habe. Flo erzählt weiter, dass Diana nach und nach viel Hass auf sich gezogen habe. Clubbesitzer Steve Raymond und Irene Mitchell hätten geplant, sie für Alice, eine hoffnungsvolle Sängerin, fallenzulassen. Diana habe sich das jedoch nicht gefallen lassen wollen und einen Plan den „Kitten Club“ betreffend gehabt.
Diana hat Flo einen Brief aus dem Krankenhaus geschrieben, der allerdings Marion in die Hände fällt. Kurz darauf wird das Auto, in dem Chris und Flo sich befinden, gejagt und von der Straße abgedrängt. Flo überlebt den Absturz des Fahrzeugs nicht. Als Chris Marion aufsuchen will, findet er sie tot in ihrer Wohnung. Nur wenig später muss Chris zur Kenntnis nehmen, dass Steve und Irene Diana aus dem Krankenhaus entführt haben. Gerade noch rechtzeitig kann Diana im Club davor bewahrt werden, von Irene vergiftet zu werden. Steve gesteht, dass der Club nur eine Fassade sei, es tatsächlich aber darum ginge, Kunden bei illegalen Glücksspielen um ihr Geld zu betrügen. Bei Irene liefen die Fäden für die betrügerischen Geschäfte zusammen, sie habe auch die Idee dazu entwickelt. Die Polizeibeamten können nicht verhindern, dass Irene Steve nach seiner Aussage erschießt, bevor man sie entwaffnen und abführen kann. An Diana gewendet, meint Polizeikommandant Reilly, sie hätte eine ordentliche Tracht Prügel verdient.

## Produktion

### Produktionsnotizen
Produziert wurde der Film von der Producers Releasing Corporation (PRC). 

### Filmmusik
- Call Me, Ballade, im Film gesungen von Pamela Blake, allerdings mit der Stimme von Claudia Drake,
die im Film die Marion Mason spielt (die kursierende Angabe, Martha Tilton  singe in Wirklichkeit, ist strittig)
- The Cat and the Canary von Jay Livingston und Ray Evans, gesungen von Pamela Blake (wie zuvor)
- What Am I Saying? (wie zuvor)
- Filmmusik von Walter Greene

### Veröffentlichung
Der Film wurde in den Vereinigten Staaten am 9. Oktober 1945 erstmals aufgeführt. In Mexiko war er ab dem 15. August 1947 unter dem Titel ¿Por qué las mujeres abandonan el hogar? zu sehen. In der Bundesrepublik Deutschland wurde er nicht veröffentlicht. 

## Auszeichnungen
Ray Evans und Jay Livingston waren 1946 mit ihrem Filmsong The Cat and the Canary in der Kategorie „Bester Song“ für einen Oscar nominiert, mussten sich jedoch Oscar Hammerstein II und Richard Rodgers und deren Song It Might as Well Be Spring aus dem Musicalfilm Jahrmarkt der Liebe geschlagen geben.
Walter Greene war ebenfalls für einen Oscar nominiert, und zwar in der Kategorie „Beste Filmmusik“. Er musste den Vortritt George E. Stoll und seiner Musik zu der Filmkomödie Urlaub in Hollywood lassen.